# إدي كرودر
إدي كرودر (بالإنجليزية: Eddie Crowder)‏ هو مدرب رياضي أمريكي، ولد في 26 أغسطس 1931 في أركنساس سيتي في الولايات المتحدة، وتوفي في 9 سبتمبر 2008 بسبب ابيضاض الدم.

## وصلات خارجية
- إدي كرودر على موقع إن إن دي بي (الإنجليزية)